# De correcties
The Corrections (Nederlandse titel De correcties) is een roman van de Amerikaanse schrijver Jonathan Franzen. Zowel het origineel als de Nederlandse vertaling door Marian Lameris, Gerda Baardman en H. Groeneberg verscheen in 2001. 
Het is een zich in alle richtingen vertakkend, satirisch familiedrama. Het beschrijft een jaar uit het leven van Enid en Alfred Lambert, een gepensioneerd echtpaar uit het Amerikaanse Middenwesten.  
Alfred was ingenieur bij de spoorwegen.  Hij heeft er alles voor over gehad en weinig voor zijn vrouw en kinderen.  Hij is ziek en het zal misschien zijn laatste jaar zijn.  Enid wil haar drie kinderen met Kerstmis bijeenbrengen. Denise is geslaagd als restauranthouder maar ongelukkig in de liefde. Gary woont in Philadelphia, is getrouwd en vader van drie kinderen, maar zijn gezin wil niet mee naar de grootouders. Chip is door een seksschandaal ontslagen en heeft een wat vreemde baan in Litouwen.  